# Биляка, Матиас
Матиас Биляка (хорв. Matias Biljaka; род. 1999, Вена) — хорватский ватерполист, игрок клуба «Ядран Сплит» сборной Хорватии. Серебряный призёр летних Олимпийских игр 2024 года, чемпион мира 2024 года и чемпион Европы 2022 года.

## Карьера
Матиас Биляка получил образование в области физиотерапии. С 2023 года играет в «Ядран Сплит».
С 2018 года Матиас играет в национальной сборной Хорватии. В 2022 году хорваты на чемпионате Европы в Сплите выиграли у Италии 11-10 в полуфинале и обыграли Венгрию 10-9 в финале, став чемпионами Европы, в составе сборной играл Биляка.
В январе 2024 года на чемпионате Европы, уступив испанцам со счетом 10:11 в финале, Матиас и хорватская сборная завоевали серебряные медали. Месяц спустя на чемпионате мира в Дохе Биляка в составе сборной стал чемпионом мира.
На Олимпийских играх 2024 года в Париже хорваты заняли четвертое место в предварительном раунде. В четвертьфинале обыграли испанцев, а в полуфинале — венгров. В финале встретились с Сербией и уступили 11-13. Матиас Биляка стал серебряным призёром Олимпийских игр.